# Liberato Sabbati
Liberato Sabbati est un botaniste italien actif au XVIIIe siècle.

## Biographie

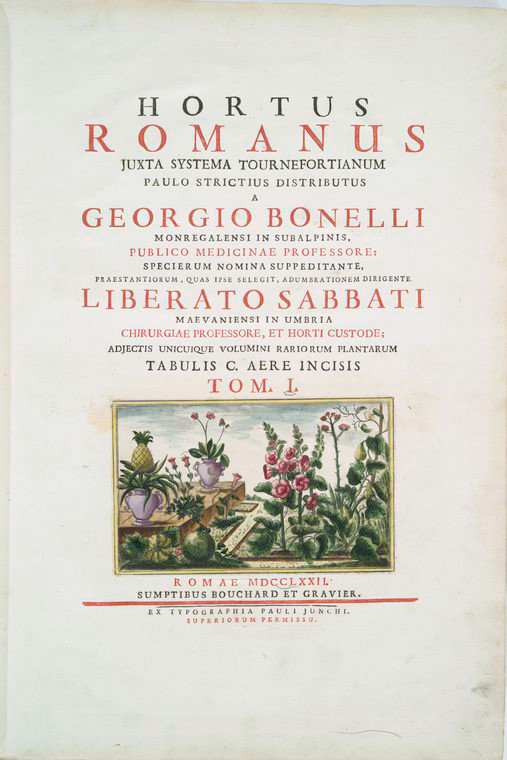
Frontispice du premier volume de l’Hortus Romanus

Né vers le commencement du 18e siècle, Liberato Sabbati exerçait la chirurgie à Rome, lorsqu’il fut nommé conservateur du jardin botanique de cette ville. Voulant suppléer par son zèle aux connaissances qui lui manquaient, il parcourut les contrées voisines et en rapporta un assez grand nombre de plantes pour enrichir le dépôt qui lui était confié ; il voulut les faire connaître par un catalogue qu’il publia sous ce titre : Synopsis plantarum quæ in agro Romano luxuriantur, in-4° de 50 pages, imprimé à Ferrare en 1745 ; il reparut à Rome, en 1754, avec le seul changement du frontispice, sous ce nouveau titre : Collectio plantarum quæ luxuriantur in agro Romano. Ce catalogue est rangé d’après la méthode de Tournefort, avec quelques légers changements ; et pour faire connaître cette méthode, il emprunta de son auteur les figures des fleurs qui caractérisent les classes et les présenta sur deux planches : deux autres retracent des plantes communes. Parmi beaucoup de noms vulgaires, il s’en trouve d’inconnus ; et il y a un assez grand nombre d’espèces étrangères au sol de Rome. Sabbati reconnut depuis les défauts de cette production ; et il témoigna plus d’une fois le regret qu’il avait de ne pouvoir les faire disparaître.
De concert avec Georgio Bonelli, médecin, il entreprit un ouvrage beaucoup plus considérable, dont le premier volume parut en 1772, sous ce titre : Hortus Romanus juxta systema Tournefortianum , paulo priscius distributum a Georgio Bonelli specierum nomina suppeditante, præstantiorum quas ipse selegit adumbrationem dirigente Liberato Sabbati, grand in-folio de 30 pages de texte et de 100 planches. En jugeant cette entreprise sur son extérieur, on dut la regarder comme une des plus magnifiques qu’on eût encore exécutée ; mais quand on considéra l’intérieur, elle ne parut que gigantesque. Son format est à peu près pareil à celui de l’Hortus Eystettensis de Besler, ou aux plantes de Robert ; mais l’intérieur fut loin de répondre à cette apparence, le papier et l’impression du texte étant des plus communs ; les planches sont d’une médiocre exécution, sans aucun détail de fructification, et d’un format beaucoup plus petit que celui du volume : le texte est encore plus imparfait. Cependant on y trouve quelques remarques de Bonelli sur la classification de Tournefort qui sont assez justes ; et dans le discours préliminaire, il a placé une notice abrégée du jardin de Rome qui est curieuse. Le second volume parut en 1774 ; il est exécuté comme le premier, contenant de même cent planches ; mais le nom de Niccolò Martelli a remplacé celui de Bonelli, sans indication de la cause de ce changement. Ce nouveau rédacteur annonce qu’il a ajouté les caractères de Linné aux plantes, toujours décrites par Liberato Sabbati. Ils continuèrent ensemble ce travail jusqu’au cinquième volume, qui parut en 1778 ; mais dans le sixième, publié en 1784, Costantino Sabbati a remplacé Liberato ; mais on n’indique pas non plus la raison du changement, ni quel était le degré de parenté des deux Sabbati. Le nom de Costantino parut encore dans le septième volume en 1784 ; mais là s’arrêta l’ouvrage, quoiqu’il ne fût pas terminé ; car il n’était arrivé qu’aux deux tiers de la méthode de Tournefort. Il en résulta donc sept cents figures de plantes, décrites dans cent trente-huit pages de texte, grand in-folio, mais qui aurait pu être renfermé dans un volume in-8°. Comme elles ne présentent rien de nouveau, sous aucun rapport, on peut regarder l’ouvrage qui les contient comme un des plus médiocres qui aient été composés.
Adanson donna le nom de Sabbatia à un genre de plantes formé d’une gentiane ; mais comme il n’a pas été adopté généralement, Moench l’a reporté à un autre tiré des labiées ; mais il n’a pas été plus heureux que lui pour tirer ce nom de l’oubli.